# Torre Urquinaona
Torre Urquinaona je brutalistická výšková budova navržená Antonim Bonetem Castellanem a Bernatem Miróem Llortem, stojící na Plaça d'Urquinaona č. 6 v barcelonské čtvrti Eixample. Byla postavena v letech 1968 až 1973.
Má výšku 70 metrů a 21 pater. Fasáda je ze skla a keramiky v okrové barvě.  V roce 1999 zničil kanceláře ve 12. až 14. patře požár. Bylo odhaleno, že stavba nevyhovuje protipožárním předpisům.

## Galerie

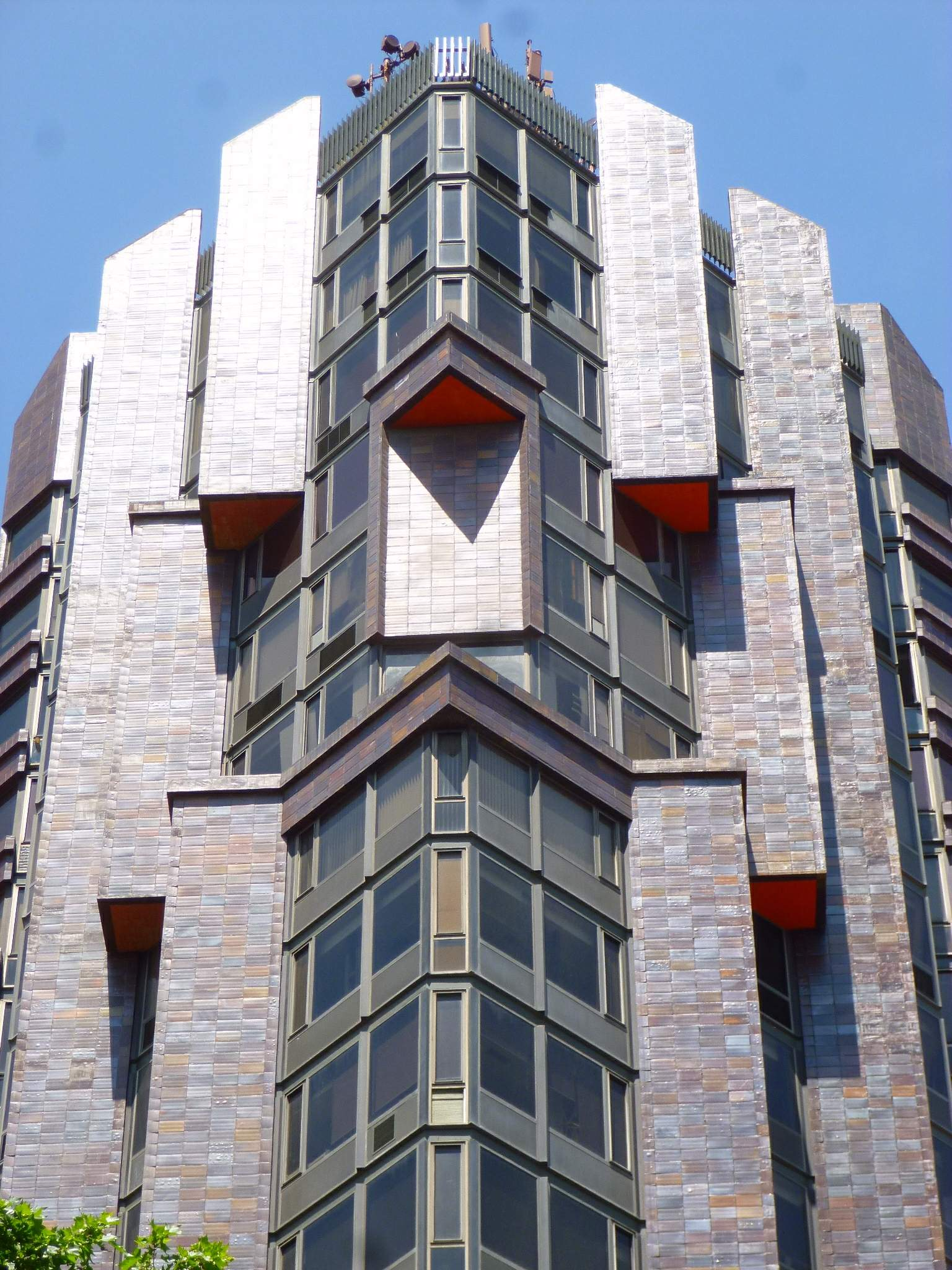
Torre Urquinaona v Barceloně
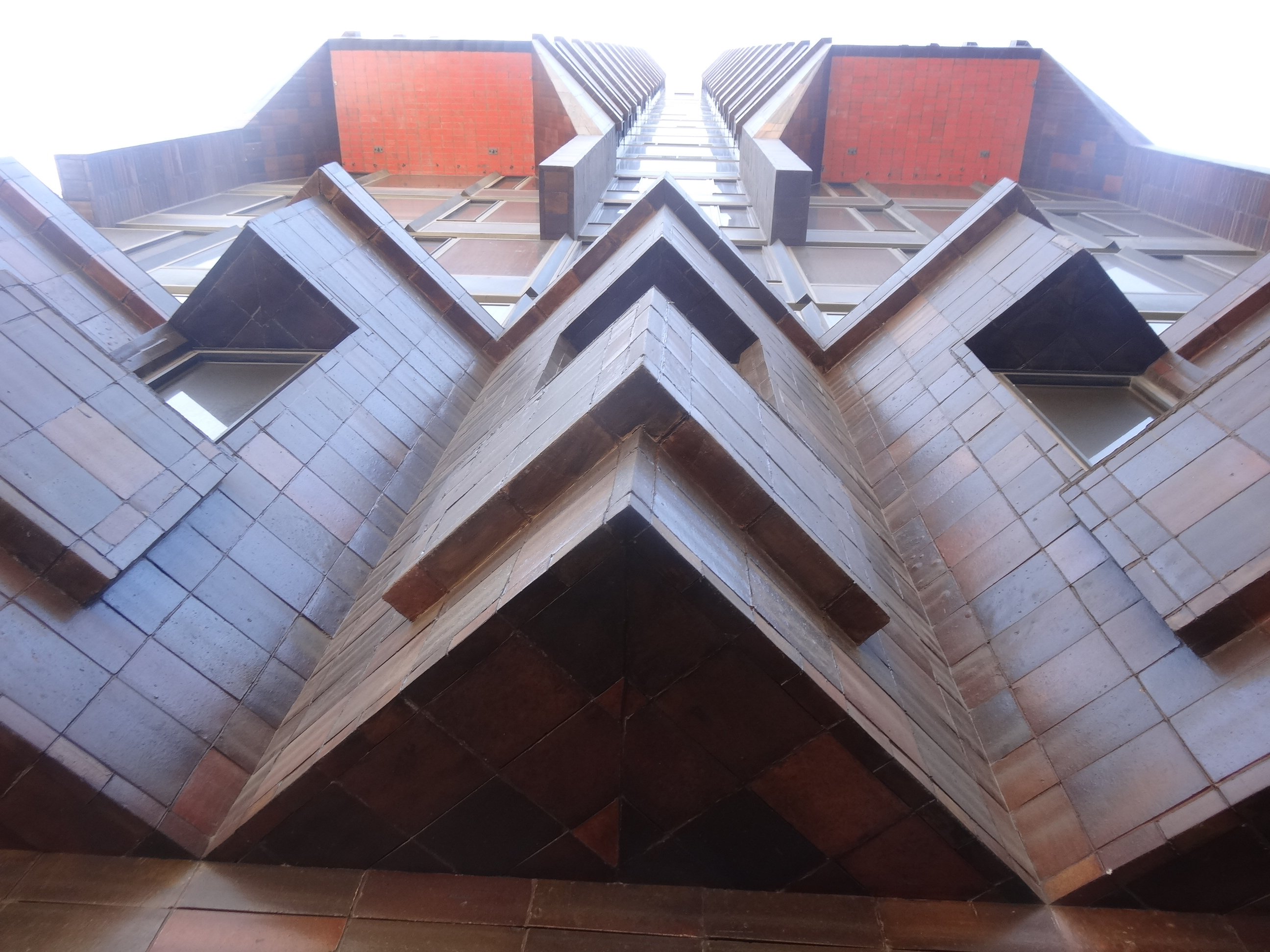
Torre Urquinaona (detailní záběr)
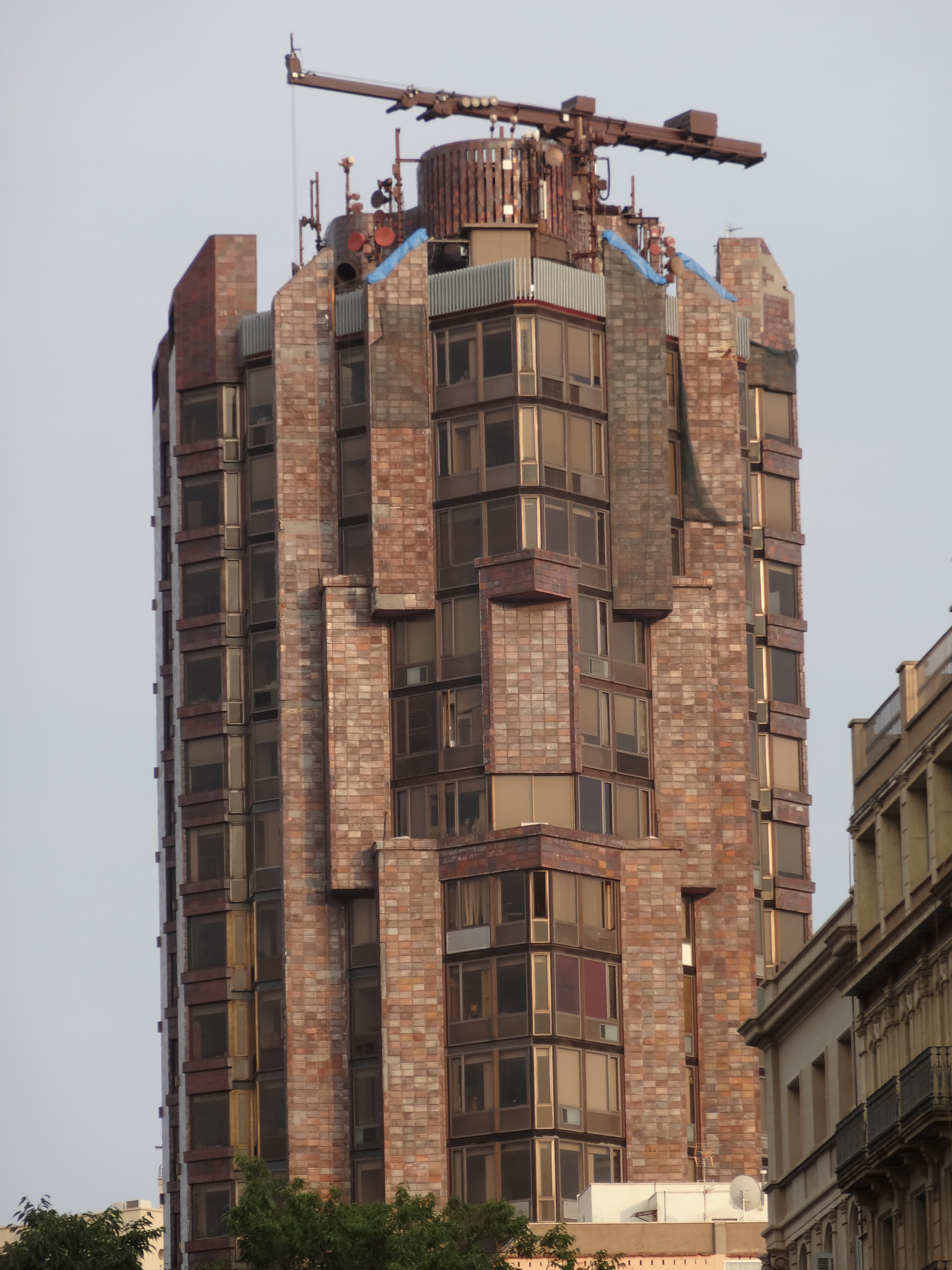
Stavba Torre Urquinaona